# ملک‌آباد (گوهرکوه)
ملک‌آباد روستایی در دهستان گوهرکوه بخش نوک آباد شهرستان تفتان استان سیستان و بلوچستان ایران است.

## جمعیت
بر پایه سرشماری عمومی نفوس و مسکن در سال ۱۳۹۵ جمعیت این مکان ۹۲ نفر (۲۹خانوار) بوده‌است.